# Стела (Порторико)
Стела (шп. Stella) град је у америчкој острвској територији Порторико, острвској држави Кариба.

## Демографија
По попису из 2010. године број становника је 1.088, што је 205 (-15,9%) становника мање него 2000. године.
| Група             | 2000.         | 2010.         |
| Белци             | 25 (1,9%)     | 23 (2,1%)     |
| Афроамериканци    | 37 (2,9%)     | 125 (11,5%)   |
| Азијати           | 1 (0,1%)      | 3 (0,3%)      |
| Хиспаноамериканци | 1.268 (98,1%) | 1.064 (97,8%) |
| Укупно            | 1.293         | 1.088         |